# Ionizirajoče sevanje
Ionizirajoče sevanje zajema osnovne ali jedrske delce ali elektromagnetno valovanje, ki ima dovolj visoko energijo za ionizacijo atomov ali molekul. V primeru, da delec oz. valovanje nima dovolj visoke energije za ionizacijo, govorimo o neionizirajočem sevanju; tako je pojav v danem primeru neodvisen od števila delcev.
Primeri ionizacijskih delcev so delci alfa, delci beta in nevtroni. Sposobnost elekromagnetnega valovanja oz. fotonov je odvisna od valovne dolžine: valovanje krajše valovne dolžine, kot so ultravijolična svetloba, rentgenski žarki in žarki gama lahko ionizirajo. S stališča energije v splošnem ionizirajo delci oz. valovanje, ki imajo energijo nekaj elektronvoltov.
Viri ionizirajočega sevanje so npr. radioaktivni elementi, rentgenska cev ter pospeševalniki, in je prisotno v okolju. Ionizirajočega sevanja ne zaznamo s čutili. Odkrivamo ga lahko le z ustreznimi inštrumenti, kot je Geiger-Müllerjev števec, in merimo z dozimetri. V določenih primerih, kot je pojav Čerenkova in radioluminiscenca, lahko delovanje ionizirajočega sevanje na snovi sproži sekundarno oddajanje vidne svetlobe.
Izpostavljenost organizmov tovrstnemu sevanju povzroča mikroskopske poškodbe tkiv oz. celic, kritične tarče za ionizirajoče sevanje pa so encimi in DNA. Množina poškodb, ki jo sevanje povzroča, je sorazmerna količini energije, ki je zadela tkivo organizma, masi zadetega tkiva in faktorju relativne biološke učinkovitosti (RBU), ki je lastnost določene vrste sevanja. Radiacijsko dozo izrazimo z enakovredno ali ekvivalentno dozo, tj. jouli na kilogram tkiva (J/kg). Enota zanjo je Sievert (Sv). Ekvivalentno dozo dobimo tako da absorbirano dozo v grayih (Gy) (Gy = J/kg) pomnožimo s faktorjem RBU. Pri višjih dozah se izpostavljenost manifestira z opeklinami kože in radiacijskim sindromom, v hujših primerih pa lahko privede do smrti. Pri nižjih dozah lahko povzroča rakasta obolenja, predvsem kožne rake, in je teratogeno.
Velikost absorbirane doze od vesoljskega sevanja je odvisna predvsem od aktivnosti Sonca (Sončeve pege), nadmorske višine in geomagnetne lege kraja. Prebivalci visokogorskih naselij sprejemajo večjo dozo kot prebivalci obmorskih krajev. Celoletna doza, ki jo sprejmemo srednjeevropski prebivalci iz naravnega ozadja in kateri se ne moremo izogniti, znaša okoli 2,4 mSv.

## Učinki ionizirajočega sevanja na človeka
Mednarodna komisija za radiološko zaščito (ICRP, International Commision on Radiological Protection) priporoča delitev na vzročno nujne posledice obsevanja in na verjetnostne pojave.
Nujne posledice obsevanja imajo prag, pojavijo se od mejne doze dalje, obseg poškodbe je odvisen od absorbirane doze.
Pojavljanje akutnih znakov sevalne bolezni pri obsevanju celega telesa je odvisno od velikosti absorbirane doze. (Gy ali gray je enota za absorbirano dozo ionizirajočega sevanja).
1. Znaki sevalne bolezni pri dozi od 0,01 do 1 Gy: Ni kliničnih znakov, preiskava krvi pokaže povečano pogostost napak na kromosomih pri limfocitih. Pri ustreznem zdravljenju je okrevanje uspešno.
2. Znaki sevalne bolezni pri dozi od 1 do 2 Gy: Poškodovanost tvorjenja krvnih telesc je povratna. Klinični znaki: slabost, prve dni po obsevanju vrtoglavica, do 50-odstotno zmanjšanje številčnosti granulocitov (vrsta belih krvničk). Obstaja verjetnost okrevanja.
3. Znaki sevalne bolezni pri dozi od 2 do 5 Gy: Klinični znaki: poškodbe tvorjenja krvnih telesc se izrazijo tudi v bolezenskih motnjah imunskega sistema. Na bolezensko sliko vpliva organ, ki ga je obsevanje najbolj prizadelo. Kritično obdobje nastopi med 4. in 5. tednom. Ozdravitev je možna ob uporabi vseh terapevtskih možnosti. Za ozdravitev je pomembna presaditev kostnega mozga. Pri dozah od 2,5 do 5 Gy umre v naslednjih dveh mesecih polovica bolnikov.
4. Znaki sevalne bolezni pri dozi od 5 do 30 Gy:  Pri dozi 30 Gy nastopi smrt v enem do treh dneh; pri dozi 5 do 30 Gy pa v času od 7 do 14 dni. Klinična slika: zelo hitro se pojavijo slabost, bruhanje in driska, stanje zmedenosti in šok. Poškodbe centralnega živčevja, odpoved delovanja srca in ožilja, poškodbe v prebavilih in spremembe v krvni sliki. Okrevanje ni možno ali vsaj ni verjetno. Škoda po obsevanju se najprej pokaže na celicah, ki se hitro razmnožujejo in obnavljajo, npr. na koži, rdečem kostnem mozgu in prebavilih. Prag, ko nastopi škoda, je odvisen od organa, ki ga je sevanje zadelo. Prag je za dojenčke in otroke nižji kot za odrasle zdrave ljudi. Pozne deterministične poškodbe so lahko sterilnost, poškodbe prebavil, ledvic, pljuč itd. Stohastični (verjetnostni) učinki nimajo praga in se lahko pojavijo pri zelo nizkih dozah. Izrazijo se na telesu (somatično) in dedno. Somatični učinki so različne vrste rakov. Dedni učinki nastopijo zaradi učinka radioaktivnega sevanja na gonade (spolne žleze) oziroma na semenčice in jajčeca. Poškodbe spolnih celic izzovejo nepravilen razvoj zarodka. Glede na to, kateri del dednine je bil poškodovan ali uničen, se pokažejo konkretne presnovne in vedenjske motnje, spačenost telesa itd. Posledice se lahko prenašajo in pokažejo na potomcih obsevanih organizmov.

Prvo katastrofo ionizirajočega sevanja so doživeli leta 1945 prebivalci Hirošime in Nagasakija po bombardiranju z atomsko bombo. Moč prve je bila 15 in druge 20 kiloton. Zaradi rušilnega učinka in vročine je v Hirošimi takoj umrlo okoli 100.000 in v Nagasakiju 150.000 ljudi. Mnogi pa so zaradi poškodb in posledic sevanja umirali leta in desetletja kasneje.